# Laagna
Laagna is een subdistrict of wijk (Estisch: asum) binnen het stadsdistrict Lasnamäe in Tallinn, de hoofdstad van Estland. De wijk telde 23.469 inwoners op 1 januari 2020. en is daarmee wat aantal inwoners betreft de vierde wijk van Tallinn, na Mustamäe, Väike-Õismäe en Lilleküla.
De wijk grenst vanaf het noorden met de wijzers van de klok mee aan de wijken Paevälja, Loopealse, Tondiraba, Sõjamäe, Pae en Kurepõllu.

## Geschiedenis

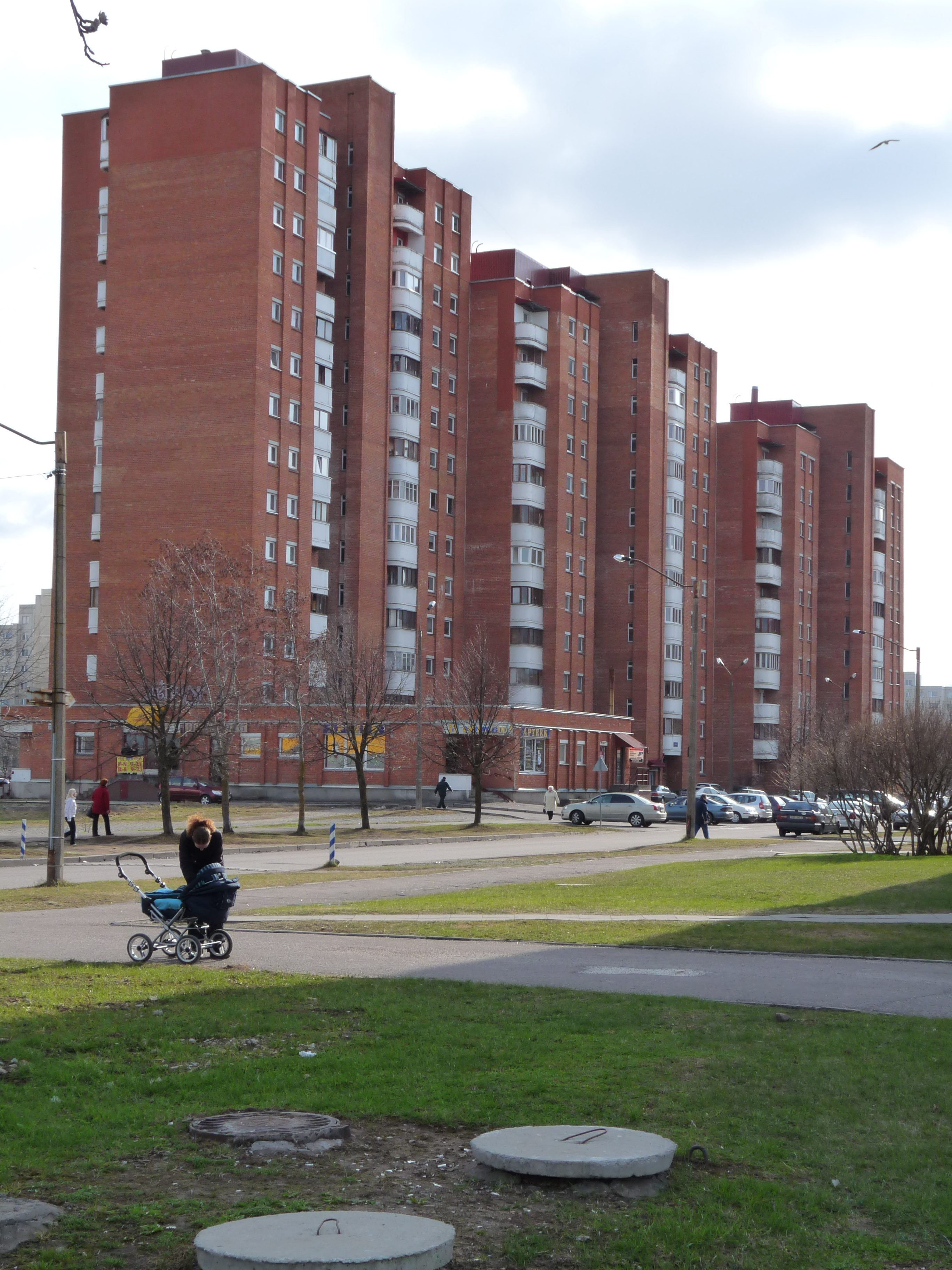
Woonblokken aan de Virbi tänav

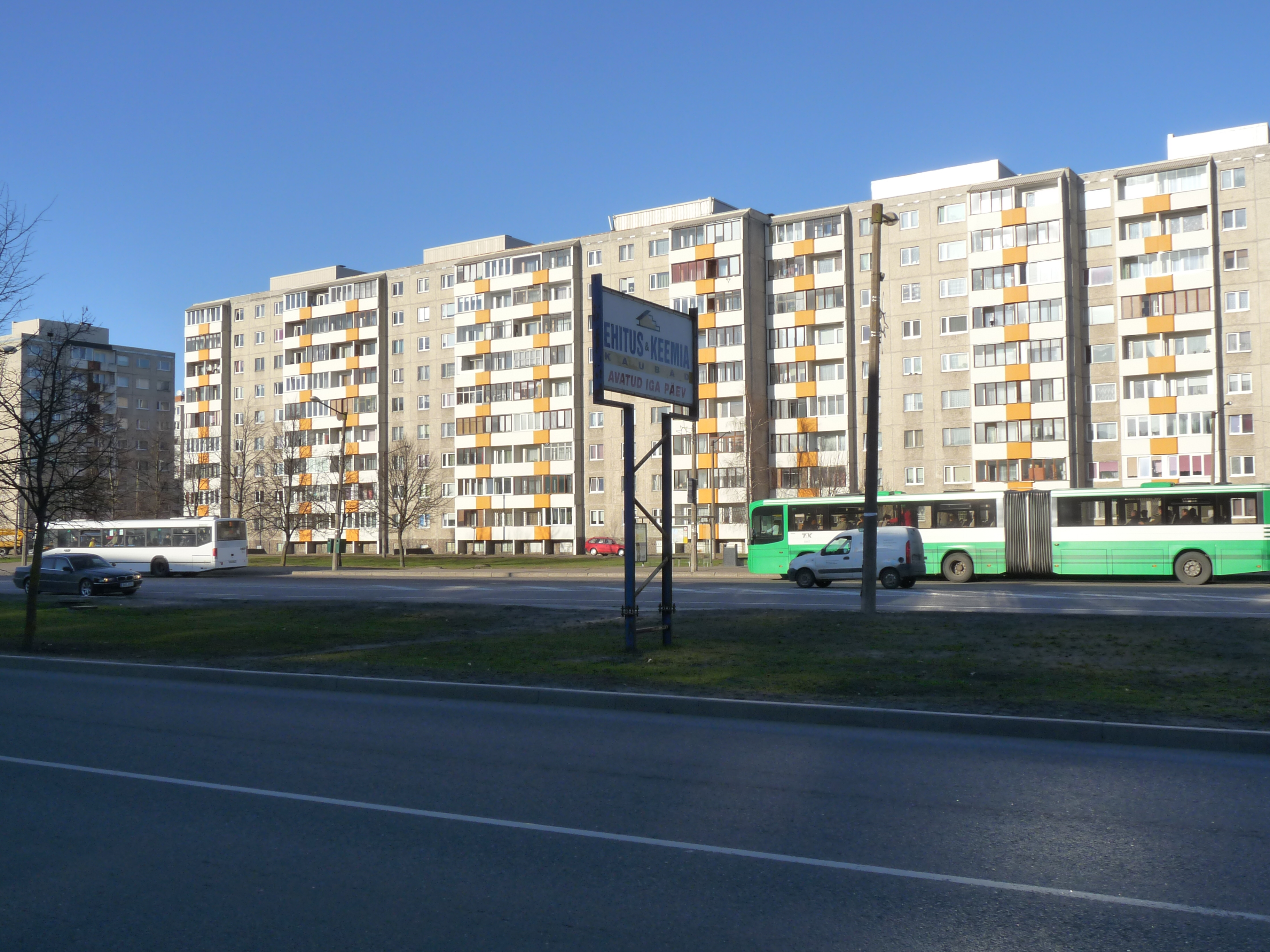
Bushalte langs de Juhan Smuuli tee

Lasnamäe was tot in de jaren zeventig van de 20e eeuw een terrein waar kalksteen werd gewonnen. Het gebied is een kalksteenplateau. In de jaren zeventig begonnen de toenmalige Sovjetautoriteiten flatwijken te bouwen voor de vele immigranten van buiten Estland. In de jaren tachtig stopte men daar geleidelijk mee. Het ontwerp van Lasnamäe lag bij het architectenbureau Eesti Projekt onder leiding van Mart Port (1922-2012).
De flatwijken bestonden allemaal uit kleine groepjes geprefabriceerde huizenblokken, microdistricten genoemd, die onderling gescheiden waren door doorgaande wegen. Laagna is geen uitzondering.
Door Laagna loopt de verkeersweg Laagna tee. Voor de aanleg van de Laagna tee is een stuk van het kalksteenplateau afgegraven. Vandaar de bijnaam ‘Lasnamäekanaal’ (Estisch: Lasnamäe kanal) of simpelweg ‘Het Kanaal’ voor deze weg. Tussen 1986 en 1992 heette de weg Oktoobri tee. De weg heeft een brede middenberm. Oorspronkelijk lag het in de bedoeling daar een lightrailverbinding tussen het centrum van Tallinn en Lasnamäe aan te leggen. Over het nut van die verbinding wordt nog altijd gediscussieerd.

## Voorzieningen
In de wijk is een polikliniek met de naam Medicum en een sporthal waar atletiek bedreven wordt, de Lasnamäe Kergejõustikuhall Tallinnas. De wijk heeft twee middelbare scholen, het Tallinna Laagna Gümnaasium en het Russischtalige Lasnamäe Vene Gümnaasium.
In de wijk is het Vene Noorsoo Teater (Russisch: Русский Молодёжный Театр, Russisch Jeugdtheater) gevestigd, een Russischtalige theatergroep van en voor kinderen.

## Vervoer
De weg Juhan Smuuli tee vormt de grens met de wijken Kurepõllu en Pae, de Puname tänav met Sõjamäe, de Varraku tänav met Tondiraba en de Liikuri tänav met  Paevälja en Loopealse. Het openbaar vervoer in de wijk wordt uitsluitend verzorgd door bussen.